# Baïr Badionov
Baïr Dorjievitch Badionov (en russe Баи́р Доржи́евич Бадёнов) est un archer russe né le 28 juin 1976 à Zougalaï.

## Carrière
Aux Jeux olympiques d'été de 2008 à Pékin, Baïr Badionov remporte la médaille de bronze en épreuve individuelle de tir à l'arc.